# Borys (Charko)
Borys, imię świeckie Wołodymyr Charko (ur. 4 kwietnia 1979 w Busku) – biskup niekanonicznego (do 2018 r.) Ukraińskiego Autokefalicznego Kościoła Prawosławnego, następnie Kościoła Prawosławnego Ukrainy.

## Życiorys
Święcenia diakonatu przyjął 19 lipca 2015, a prezbiteratu 9 sierpnia tego samego roku. Chirotonię biskupią otrzymał 23 sierpnia 2015.